# Nationalitarisme
Le terme nationalitarisme est un néologisme forgé en 1918 par René Johannet. Il désignait par nationalitaire une politique fondée sur le principe des nationalités. 
Toutefois, l'existence de ce néologisme est également attestée dans d'autres contextes qui ne semblent liés à l'usage qu'en ont fait certains penseurs appartenant à la mouvance du maurrassisme. En effet, les travaux de certains penseurs marxistes comme Anouar Abdel-Malek et Maxime Rodinson proposent une acception différente de la notion de « nationalitarisme », le mot ayant été cette fois construit sur le modèle nationalisme/communautarisme. Cet autre emploi du terme a été introduit dans le cadre d'études sur la configuration du monde arabe de l'après-guerre et de la montée des nationalismes accompagnant l'indépendance de l'Algérie

## Emploi du terme selon certains nationalistes et maurrassiens
Le terme a été repris par Thierry Maulnier dans un ouvrage coécrit avec Jean-Pierre Maxence et Robert Francis intitulé Demain la France (1934) et il renvoie à une conception du nationalisme considéré non seulement dans son aspect matériel, mais comme « la permanence d'une manière d'être individuelle ». Une telle forme de nationalisme récuse l'idée de « particularisme » au point de suggérer – selon François Huguenin – que la France y a même « la prétention d'identifier sa cause à celle de l'humanité ».  
En 1972, la distinction nationalisme/nationalitarisme est reprise par l'écrivain maurrassien Jacques Ploncard d'Assac, pour désigner les mouvements favorables à ce même principe des nationalités (comme le Risorgimento), apparus au XIXe siècle contre les monarchies conservatrices, et souvent liés aux idées libérales : « Les nationalistes sont les tenants de la nation-héritage ; les nationalitaires sont les sectateurs de la nation-contrat. » Ce terme est selon lui négatif, car ces mouvements auraient une conception réductrice de la nation (ex. : critères exclusivement géographiques, voire ethniques selon les cas, qui peuvent donner prétexte aux politiques expansionnistes, comme ce fut le cas avec le pangermanisme), sans tenir compte de sa formation historique.

## Emploi du terme dans l'analyse du contexte arabo-palestinien ou algérien
Anouar Abdel-Malek propose la distinction nationalisme-nationalitarisme parce qu'elle souligne l'importance de deux types de phénomènes. À ses yeux le nationalisme comporte des conséquences négatives « tels le refus d'autrui, le repli sur soi, la négation de l'universalisme, d'autres plus directement activistes, notamment les querelles de frontières et les visées expansionnistes ». Au contraire, le nationalitarisme peut être conçu, selon Abdel-Malek, comme un mouvement dans lequel « la lutte menée contre les puissances impérialistes d'occupation se propose pour objectif, par-delà l'évacuation du territoire national, l'indépendance et la souveraineté de l'État national». Cette définition positive du nationalitarisme recoupe celle de l'orientaliste Maxime Rodinson qui parle de « la légitimité
profonde d'un "nationalitarisme" sain opposé à un nationalisme pervers ou d'un « ethnisme » qui réclame la division du monde selon les frontières de groupes ethnico-nationaux, même minuscules et même lorsque leurs caractères spécifiques ont été effacés par l'histoire. Ces théories répondent à une situation et en sont le développement idéologique. »
Cette définition appliquée au monde arabo-palestinien de l'après-guerre ne fait toutefois pas l'unanimité. Par exemple, Olivier Carré s'est montré hostile à cette distinction introduite par Abdel-Malek et Rodinson car elle lui semble minimiser le thème « national-arabe ». Il n'en demeure pas moins que Philippe Lucas retient le terme dans le cadre d'une analyse de la situation nigérienne, se demandant s'il faut la décrire sous l'angle de la lutte de classe ou du « conflit nationalitaire ».
L'analyste du discours Achour Ouamara propose de son côté une définition du « discours nationalitaire ». En s'appuyant sur les travaux d'Abdel-Malek, il définit ce dernier comme :
« Un discours de revendication nationale (dans une situation coloniale) par opposition au discours nationaliste qui relève d'un nationalisme s'exprimant dans le cadre d'un État-Nation déjà constitué.». Pour cet auteur, la distinction nationalisme-nationalitaire peut être retenue afin de rendre compte des discours produits depuis l'occupation française de l'Algérie. C'est-à-dire à partir de 1830 jusqu'à son indépendance en 1963.
Il observe également qu'après 1871, le « nationalitarisme de combat cède la place à une formule de revendication qui fut appelée à connaître une évolution aboutissant à celui de l'après première guerre ».

## Autres emplois
D'autres emplois de nationalitarisme ou nationalitaire ont été faits à propos de la situation politique au Québec et des polémiques suscitées par l'affaire du lac Meech. Bien avant, en 1947, Antoni Rovira i Virgili écrivait dans Les Temps modernes un article intitulé « Le problème nationalitaire en Espagne » où il analysait le problème en distinguant trois communautés "nationalitaires" ayant des revendications diverses dans l'Espagne de son temps.
Récemment, Christophe Roux — Docteur en science politique de l'Université de Lille II —  soutenait une thèse intitulé : Les « îles sœurs ». Une sociologie historique comparée de la contestation nationalitaire en Corse et en Sardaigne.

### Auteurs utilisant le terme d'après René Johannet
- François Huguenin, À l'école de l'Action française, Paris, J.-C. Lattès, 1999.
- René Johannet, Le Principe des nationalités, Paris, Nouvelle librairie, Nationale, 1918.
- Thierry Maulnier, Jean-Pierre Maxence et Robert Francis, Demain la France, 1934.
- Jacques Ploncard d'Assac, Manifeste nationaliste, Paris, Plon, 1972.

### Auteurs utilisant le terme dans l'analyse politique du monde arabe
- Anouar Abdel-Malek, Idéologie et renaissance nationale, Paris, Anthropos 1969. La
- Anouar Abdel-Malek, La pensée politique arabe contemporaine, Paris, Éditions du Seuil 1970.
- Anouar Abdel-Malek, La dialectique sociale, Paris, le Seuil, 1972.
- Olivier Carré, « Évolution de la pensée politique arabe au Proche-Orient depuis juin 1967 », dans Revue française de science politique, vol. 23, no 5, 1973, p. 1046-1079.
- Achour Ouamara, « Analyse du discours nationalitaire algérien (1930-1954) », dans Mots, n° 13, 1986, p. 131-158.
- Philippe Lucas, « Nigeria : lutte de classe ou conflit "nationalitaire" », dans Revue française de science politique, n° 4, 1971, p. 881-891.
- Maxime Rodinson, Marxisme et monde musulman, Paris, Éditions du Seuil, 1972.